# Мельникова (Слободо-Туринский район)
Мельникова — деревня в Слободо-Туринском районе Свердловской области России, входит в состав муниципального образования «Усть-Ницинское сельское поселение». 

## Географическое положение
Деревня Мельникова муниципального образования «Слободо-Туринского района» Свердловской области расположена в 16 километрах (по автотрассе в 21 километрах) к югу от села Туринская Слобода, на левом берегу реки Межница (правый приток реки Ница).

## История деревни
До начала XX века в окрестностях деревни располагалось месторождение глины, активно развивался гончарный промысел.
Деревня относилась к Краснослободской волости Ирбитского уезда Пермской губернии. В советское время вошла в состав Слободо-Туринского района. С 2004 года деревня входит в состав муниципального образования «Усть-Ницинское сельское поселение».

## Население
| 2002 | 2010 | 2021 |
| ---- | ---- | ---- |
| 38   | ↘23  | ↘15  |

## Достопримечательности
По реке Межнице проходила граница между Пермской и Тобольской губерниями, что считается также границей между Уралом и Сибирью. В память об этом у моста неподалёку от деревни установлен знак "Урал—Сибирь".